# Мелицитоза
Мелицито́за — органическое соединение, является невосстанавливающим трисахаридом, имеющий формулу C18H32O16. По своей структуре является α-глюкозидо-сахарозой, или 3-(α-глюкопиранозидо)-β-фруктофуранозидо-α-глюкопиранозидом. При гидролизе мелицитоза распадается на две молекулы D-глюкозы и одну молекулу D-фруктозы, а при неполном гидролизе(в мягких условиях) дает D-глюкозу и биозу — туранозу. Кристаллическое вещество с высокой температурой плавления, хорошо растворимое в воде, образует с ней моногидрат.
Впервые была извлечена из сока продуцируемого медовой тлёй в 1883 году Бонастром. Название происходит от французского слова «mélèze» — что означает лиственница (её обнаружили не в самой лиственнице, а в медовой тле, которая обитает на ветках хвойных деревьев). Позже была найдена в нектарах, соках многих деревьев и растений, а в 1917 году её обнаружили в мёде.
Содержится в некоторых сортах манны, мёде пчёл (около 2,2 %, иногда доходит до 10 %, что считается в основном, как побочный продукт — приводящий к кристаллизации мёда); продуцируется некоторыми насекомыми: к ним относятся тли (Aphidina) и некоторые Hemiptera, которые синтезируют её из сахарозы и глюкозы.
Мелицитоза намного слаще мальтозы, но все же, по сладости уступает фруктозе. Из-за сладости, насекомые (в частности муравьи (Lasius Niger)) более чувствительны к её вкусу, нежели к менее сладкой сахарозе.